# فرد درابر
فرد درابر (بالإنجليزية: Fred Draper) هو ممثل أمريكي، ولد في 2 سبتمبر 1925 في الولايات المتحدة، وتوفي بنفس المكان في 28 ديسمبر 1999.

## وصلات خارجية
- فرد درابر على موقع IMDb (الإنجليزية)
- فرد درابر على موقع ألو سيني (الفرنسية)
- فرد درابر على موقع قاعدة بيانات الأفلام السويدية (السويدية)
- فرد درابر على موقع قاعدة بيانات الفيلم (الإنجليزية)
- فرد درابر على موقع كينوبويسك (الروسية)